# Lower Burrell
Lower Burrell – miasto w Stanach Zjednoczonych, w stanie Pensylwania, w hrabstwie Westmoreland.

## Demografia
Według przeprowadzonego przez United States Census Bureau spisu powszechnego w 2010 miasto liczyło 11 761 mieszkańców, co oznacza spadek o 6,7% w porównaniu do roku 2000. Natomiast skład etniczny w mieście wyglądał następująco: Biali 97,3%, Afroamerykanie 1,1%, Azjaci 0,4%, pozostali 1,2%. Kobiety stanowiły 52,1% populacji.